# Semomesia sylvicolens
Semomesia sylvicolens är en fjärilsart som beskrevs av Butler 1877. Semomesia sylvicolens ingår i släktet Semomesia och familjen Riodinidae. Inga underarter finns listade i Catalogue of Life.